# Миладинова къща
Миладиновата къща (на македонска литературна норма: Миладинова куќа) е съвременна постройка в град Струга, Северна Македония, издигната във възрожденски стил на мястото на родния дом на българските възрожденци Братя Миладинови, изгорен през 1925 година по време на сръбската окупация. Къщата е превърната в музей, част от Музея „Д-р Никола Незлобински“ в града.

## Местоположение
Къщата е разположена на Стружката чаршия, на левия бряг на Черни Дрин, на улица „Бракя Миладиновци“ № 5, в миналото Миладиновата улица, която се пресича от Елбасанското шосе за Елбасан. Срещу нея е разположена Галерията „Вангел Коджоман“.

## История

### Оригинална къща
Къщата е построена на мястото на оригиналната къща на Миладинови. От оригиналната къща са запазени няколко снимки и рисунки. Тя е сравнително бедна на фона на съседните богаташки къщи. Къщата е двуетажна изградена от камък и кирпич и неизмазана, с керемиден покрив и малка дървена портичка, извеждаща на тясна калдъръмена уличка. На първия етаж е била разположена грънчарската работилница на Христо Миладинов, бащата на Братя Миладинови.
В 1904 година българският журналист Петър Даскалов посещава Македония, за да се запознае с прилагането на Мюрцщегските реформи, и описва Миладиновата къща: „Когато се разхождах из града, аз си спомних, че се намервам в родното място на братя Миладинови и поисках да видя къщата, в която тези знаменити българи са се родили и прекарали детинството си. Минахме през една улица и дойдохме до една стара къща, овехтяла, със затворени врата и необитаема от никого. Аз блъснах само вратата и тя се отвори. С години тия врата не са били от никого отваряни и никой не е надниквал в тоя дом, от който лъхна в лицето ми една студена хладнина. Аз влязох в едно малко дворче, кално от дъжда, който наскоро бе валял и вперих погледите си в къщата, стаите на която се виждаха, защото нямаше останали никакви врати. Малката стълбичка бе полусъборена и коридора изпълнен с боклуци и прахове и почти невъзможно бе да се влезе вътре. Това приличаше на една кочина, защото не е имало никой, който да се погрижи за тоя дом, години наред, забулен от забравата и невниманието на всичките. Тъй е останала тая къща и един ден ще падне самичка, ми каза един от учителите. О, не оставяйте да се събори и изчезне тая къща, посъветвах аз всички онези, които ме придружаваха. За вашата Струга тя е един паметник и погрижете се да я запазите и да я дадете в завещание на бъдещата „Автономна Македония!“ Когато излязох от тоя тесен и кален двор на къщата на братя Миладинови и затворих наново вратата, до която от дълги години не се докосвала човешка ръка, аз продължих обиколката си из Струга и запазих едно задоволствие за себе си в моето сърце, когато взех тържествено обещание от стружките учители, че те ще положат грижи, да запазят тая къща от срутване.“
През януари 1887 година Стружката българска община организира тържества по случай 25-годишнината от мъченическата смърт на Братя Миладинови. На 11 януари 1912 година по случай 50-годишнина в Струга са организирани и е поставена паметна плоча на външната страна на къщата, на която пише:
| „ | В памет на народните труженици братя Д. и К. Миладинови, 50 годишнина от смъртта им. Гр. Струга - 11.I.1912 г. От гр[адската] община. | “ |

Председателят на Стружката българска община архимандрит Дионисий на 25 септември 1908 година моли с писмо племенника на Братя Миладинови Климент Миладинов да подари къщата, „гдето са се родили незабравимите Бр[атя] Миладинови в гр. Струга, защото Поч[итаемият] Нах[ийски] См[есен] Съвет мисли, постепенно, да я ремонтира и обърне на музей или читалище“. На 15 февруари 1912 година Стружкото околийско учителско дружество пише на Климент Миладинов със същата молба: „Като се имат предвид грамадните на стружките два великана заслуги за българския народ, от преголяма важност е всичко, което напомня за техния живот и епохата, в която са се подвизавали те. На първо място, от най-голяма цена е хижата, където са се родили и откърмили тия народни великани. Тя е, и трябва да бъде, светиня за Струга и бълг[арския] народ; тя трябва да се запази като паметник, който ще напомнува за величавшите образи и ще служи за поука на идещите поколения. За преголямо съжаление, обаче, тая народна светиня се намира в надвечерието на срутяването си и, ако не се побърза с ремонтирането ѝ, в скоро време за общ срам, би се обърнала в развалини. Прочее, необходимо нужно е да се ремонтира къщата и то час по-скоро. За да извърши това общината, като народно учреждение, преди всичко, тя трябва да стане нейн юридически стопанин, а това зависи най-много от вас.“
На 8 март 1912 година Климент Миладинов изпраща писмо до Стружкото учителско дружество, с което дарява къщата на Миладиновци на Стружката българска община и пише за писмото на Учителското дружество от 15 април 1912 година: „То ми дава хубавия случай да видя, че съгражданите на великите мои чичовци са въодушевени от мисълта да дадат един реален израз на оная почит, която ние българите дължим за увековечаване паметта на двамата борци за българско самосъзнание“. На 15 април 1912 година Учителското дружество с писмо изказва благодарност за родолюбивия жест на Климент Миладинов и отбелязва, че са направени постъпки пред общината за ремонтирането на къщата, „за да се запази за вечни времена като народна светиня“.
В края на годината обаче, по време на Балканската война, в Струга влизат сръбски войски и след Междусъюзническата война в 1913 година е анексирана заедно с цяла Вардарска Македония от Сърбия. През 1925 година на 26 юли (5 август нов стил) домът на братя Миладинови изгаря до основи.

### Нова къща
След Втората световна война къщата е построена наново във възроожденски стил. От началото на 80-те години до 1993 година къщата е част от Историческото отделение на Музея „Д-р Никола Незлобински“ и в нея е изложена най-богатата сбирка оригинални документи, факсимилета и фотографии на братята Димитър, Константин и Наум Миладинови.
След 1993 година обаче дълги години къщата е запусната. Реконструирана е от министерството на културата на Република Македония и отворена отново в 2011 година. Сградата има площ от 470 m.2 В интериора са запазени автентични мебели от XIX век. В нея има постоянна изложба, посветена на живота и делото на Димитър и Константин Миладинови както и оригинални документи. В къщата е офисът на фестивала Стружки вечери на поезията и има изложбена зала и на носителите на „Златен венец“ от фестивала. В къщата са изложени и мозайките от Октиската базилика.
На 6 юни 2016 година къщата е обявена за значимо културно наследство на Република Македония.